# Bonesia
Bonesia es un género de coleóptero de la familia Chrysomelidae.

## Especies
Las especies de este género son:
- Bonesia adusta (Harold, 1879)
- Bonesia clarkii Baly, 1865
- Bonesia dimidiata Laboissiere, 1926
- Bonesia inornata (Chen, 1942)
- Bonesia missis Laboissiere, 1926
- Bonesia quinquepunctata (Klug, 1924)
- Bonesia serricornis (Thomson, 1858)
- Bonesia variabilis Duvivier, 1885